# Pseudotomentella atrofusca
Pseudotomentella atrofusca är en svampart som tillhör divisionen basidiesvampar, och som beskrevs av Michael J. Larsen. Pseudotomentella atrofusca ingår i släktet Pseudotomentella, och familjen Thelephoraceae. Arten är reproducerande i Sverige.